# 놀리 프로시콰이
놀리 프로시콰이(Nolle prosequi)는 국가원수 대권으로서, 영구적인 불기소처분, 불기소 특별사면권을 말한다. 기소하지 않는다(do not prosecute)는 뜻의 라틴어이다.

## 주권면제
주권면제(Sovereign immunity)는 왕의 면책특권(crown immunity)이라고도 한다. rex non potest peccare(렉스 논 포테스트 페카레, 왕은 잘못을 저지를 수 없다)라는 법격언이 유명하다.
왕 또는 국가원수는 은사권 또는 사면권이라는 대권을 갖는다. 사면에는 영원히 불기소할 것을 명령하는 놀리 프로시콰이가 포함된다. 따라서, 타인에 대해 영원히 불기소 사면을 할 수 있는 대권을 왕이 보유하기 때문에, 논리적으로 당연히, 왕 자신은 재임중에도, 퇴임후에도 영원히 기소될 수 없다. 다른말로 표현하면, 왕이나 국가원수는 재임중에 자신에게 여러장의 놀리 프로시콰이를 발급하면, 수많은 범죄혐의에 대해, 퇴임후에도, 영원히 기소되지 않는다.

## 고문면제
조선시대에서는 주리를 틀어서 수사했다. 1960년대까지만 해도 미국 경찰은 자백용 마약을 주사하고, 집단 구타를 하면서 수사를 했다. 현재도 한국 검찰은 밤샘수사라는 고문이 합법적인 수사방법이라며 자주 사용중이다. 미국 공화당의 조지 W. 부시, 도널드 트럼프 대통령은 물고문의 일종인 워터 보딩이 합법적인 수사방법이라고 주장한다.
놀리 프로시콰이는 불기소 특별사면이지만, 기소(prosecute)와 불가분의 일체인 수사(investigation)도 금지한다는 의미이며, 따라서, 고문으로부터 사면해준다는 의미도 있다. 당연히, 구속도 되지 않는다.
수사(investigation)는 굳이 강력한 고문을 하지 않더라도, 그 자체로서 매우 인격모독적이고 가혹한 조치이기 때문에, 정몽헌 현대그룹 회장은 검찰 조사를 받고 다음 날 투신자살하였다. 따라서, 국가원수의 사면(pardon)에서 불기소 특별사면인 놀리 프로시콰이는 매우 중요한 의미가 있다.

## 영국
놀리 프로시콰이는 영국의 대권행위의 하나이다. 영국 국왕이 홀로 결정하여 처분하는 대권으로서, 영국 국왕의 은사권에는 형벌사면과 기소사면인 놀리 프로시콰이의 2가지가 있다. 미국도 마찬가지다.
형벌사면은 검사가 기소를 하고, 법원이 형벌을 선고한 후에만 영국왕이 형벌을 면제해주는 것이고, 놀리 프로시콰이는 영국왕이 영원히 기소 자체를 못하게 면제해 주는 기소사면이다.
영화 007로 유명한 영국 외무부 산하 MI6 스파이들은, 의회가 제정한 한국의 국정원법 같은 법률에 의해, 영국 외무장관이 작전에 서명한 경우, 해당 작전을 수행한 MI6 요원은 살인, 강도, 절도, 납치, 강간, 뇌물 등 무슨 범죄를 저질러도, 현직일 경우와, 퇴직해서도 영원히 형사기소와 민사상 손해배상소송 제기가 일체 금지된다고 되어 있다. 원래 놀리 프로시콰이는 영국 여왕만이 처분할 수 있지만, 이렇게 영국 의회가 제정한 법률로 놀리 프로시콰이를 인정한 경우도 있다. 이것은 미래에 대한 영구적인 특별사면이 아니라, 미래에 대한 영구적인 일반사면의 성격이 있다. 물론, 외국에서 외국정부에 의해 체포되면 형사처벌이 된다.

## 대한민국
대통령은 법률이 정하는 바에 의하여 사면, 감형 또는 복권을 명할 수 있다(대한민국 헌법 제79조 제1항). 1948년 8월 30일 국회가 사면법을 제정하여, 그 내용으로 일반사면, 특별사면, 복권을 규정하고 있으나, 놀리 프로시콰이는 없다. 국회에서 사면법을 개정하면 놀리 프로시콰이를 대통령의 대권으로 인정할 수 있다.
놀리 프로시콰이는 한국 검찰이 도입을 논의중인, 미국 검찰의 제도인 플리 바게닝과 관련이 있다.
한국의 대통령은 건국이래 형벌사면권만 있고 기소사면권인 놀리 프로시콰이는 없다. 따라서 한국에서는 검사가 불기소처분을 하면 언제든지 그 다음날이든 십여 년이 지나서든 다시 기소를 할 수 있다. 그러나 영국은 검찰총장이 여왕의 이름으로 놀리 프로시콰이를 발급하면, 영원히 영국 검찰은 해당 사건에 대해 기소를 할 수 없다. 한국에 놀리 프로시콰이가 없는 것은 헌법 조문 자체의 문제는 아니고, 단순히 헌법 해석상의 실수로 보여서, 행사를 해도 헌법 조문상의 문제는 없다. 그러나 모든 헌법 교과서에는 놀리 프로시콰이가 무슨 제도인지 조차 기술을 하지 않고 있어서, 모든 헌법학자들이 이 기소사면을 모르고 있는 것 같다.
국회가 사면법을 개정하지 않아도 한국 대통령이 놀리 프로시콰이라는 대권을 행사할 수 있는지를 살펴보면, 미국 헌법이 사례가 될 수 있다.
미국 대통령은 합중국에 대한 범죄에 관하여, 탄핵의 경우를 제외하고, 형의 집행유예 및 사면을 명할 수 있는 권한을 가진다(미국 헌법 제1조 제1절 제1항). 미국 대통령의 사면권은 절대적이므로 연방의회가 대통령 사면권에 제한을 두는 법안을 제정하는 것은 위헌이다. 따라서, 헌법에 "사면"이란 단어 하나로, 불기소 범죄에 대한 사면인 놀리 프로시콰이가 인정된다.
따라서, 대한민국 헌법 제79조 제1항에도 "사면"이란 단어가 규정되어 있으므로, 불기소 범죄에 대한 사면도 당연히 한국 대통령에게 인정된다고 해석할 수 있다. 국회가 사면법을 제정할 수 있다고 헌법에 규정되어는 있지만, 미국의 사례를 참고한다면, 사면의 종류에 대한 결정권도 국회에 부여한 것이 아니라, 단순히 실무상 절차적인 규정만을 위임한 것이라고 해석하는 것이 타당하다.
따라서, 불기소 범죄에 대한 사면권을 국회가 사면법에서 인정하든 부정하든, 헌법 규정에 의해 한국 대통령도 불기소 범죄에 대한 사면권을 당연히 갖는다고 해석할 수 있다.
대한민국은 건국 직후 부터, 대통령의 절대적인 사면권인 놀리 프로시콰이를 정면으로 부정하는 법률을 입법해 시행중이다. 즉, 1949년 12월 20일 제정한 검찰청법 제14조는 "법무부장관은 검찰사무의 최고감독자로서 일반적으로 검사를 지휘감독한다. 구체적사건에 대하여는 검찰총장만을 지휘감독한다."고 규정하여 대통령이 구체적인 사건에 불기소 사면을 할 수 없다는 식으로 국회 입법을 하였다. 그러나 이러한 국회의 입법은 사면권의 헌법 법리를 정면으로 부정하는 것으로서, 대통령의 절대적인 대권인 사면권의 매우 중요하고 필수불가결한 권한인 불기소 특별사면권(놀리 프로시콰이)을 부정하는 위헌적인 법률이다. 그러나 합헌이라며 60여년 째 개정된 적이 없다. 미국에서는 대통령의 불기소 특별사면권을 부정하는 의회 입법은 일체 불가능하며, 입법해도 위헌 무효라고 해석한다.
1948년 8월 30일 제정한 사면법 제3조 제2호는 "특별사면과 감형은 형의 언도를 받은자"라고 규정하여, 아직 기소되지 않은 범죄에 대한 특별사면인 놀리 프로시콰이는 불가능하다고 되어 있다. 그러나 헌법상 국가원수의 대권 중 사면권에서, 사면(pardon)이란 단어의 뜻은, 불기소 사면인 놀리 프로시콰이를 당연히 포함하고 있다는 것이 전세계 법학의 기본이다. 국회가 이를 입법으로 제외할 수 없다. 즉, 위헌인 법률인데, 이 역시도 60여년째 합헌이라며 개정된 적도, 위헌 무효 선언된 적도 없다.
군주제, 의원내각제 국가 중에서는 1628년 영국 권리청원에 은사권을 규정한 것이 세계 최초의 사면권 성문입법이다. 권리청원은 근현대 역사상 세계 최초로 법치주의 또는 법의 지배를 주장했다고 공인되어 있는, 영국 대법원장 출신 하원의원 에드워드 코크 경이 초안을 작성한 것이다. 대통령제 국가 중에서는 1787년 미국 헌법에 규정한 것이 세계 최초의 성문입법이다. 여기서 은사, 사면이란 당연히 불기소 특별사면인 놀리 프로시콰이를 포함하는 의미로 사용되었는데, 대한민국은 건국 하면서 부터, 제헌헌법의 사면(pardon)이란 단어의 뜻에서 놀리 프로시콰이를 국회 입법으로 빼버렸다. 대통령은 법률의 정하는 바에 의하여 사면, 감형과 복권을 명한다. 일반사면을 명함에는 국회의 동의를 얻어야 한다(제헌헌법 제63조). 그런데 그 직후 국회에서 제정한 사면법과 검찰청법에서 놀리 프로시콰이를 빼버렸다.

### 판검사
다른 나라도 비슷하지만, 한국의 경우, 엉터리 재판을 해서 무고한 사람을 사형 또는 장기간 징역형을 선고한 판사가, 나중에 재심으로 무죄가 선고되어도, 그 엉터리 재판을 한 판사들은 현직에 있을 때도, 퇴직 후에도, 일체 형사처벌을 받지 않고, 민사상 손해배상 소송도 금지된다. 김대중 대통령이나 억울한 간첩죄로 처벌된 사례 등이, 재심으로 무죄 선고된 사례가 상당하다.
고문이나 엉터리 수사를 해서 무고한 사람을 기소한 검사도, 역시 마찬가지로, 경찰이나 국정원 수사관 등은 나중에 처벌을 받기도 하지만, 검사는 현직에 있을 때도, 퇴직 후에도, 일체 형사처벌을 받지 않고, 민사상 손해배상 소송도 금지된다. 영국 국정원법처럼 법률에 명시적으로 스파이 요원에 대한 기소면제, 피해자나 국가의 민사상 손해배상 청구권의 박탈이 규정되어 있지는 않지만, 관습적으로 전면적인 면책특권이 보장되고 있다.
매우 특이한 예외적인 사례가, 정진웅 검사로, 수사하다가 범죄로 기소되었다. 검사가 수사하다가 수사상의 문제로 기소된 사례가, 역사적으로 거의 없다.
진경준(49) 검사장이 특정범죄가중처벌법상 뇌물, 제3자 뇌물수수 등 혐의로 검찰에 구속됐다. 이는 1948년 검찰 수립 이후로 현직 검사장의 첫 구속 사례다. 진 검사장을 수사중인 특임검사팀은 지난 2005년 김정주(48) NXC 대표로부터 받은 4억 2500만 원의 넥슨 주식 매입 자금을 대가성 뇌물로 판단했다. 이 경우는 엉터리 수사나 고문 수사의 형사처벌은 아니고, 뇌물을 받은 범죄인데도, 역사상 최초 수식어가 붙는다.
양승태 전 대법원장이 결국 구속됐다. 전직 대법원장의 구속은 헌정 사상 초유의 일이다. 이 역시 역사상 최초가 붙을 정도로, 거의 처벌되는 사례가 없다.
반면에, 대법원장과 동급이라는 검찰총장은 퇴임 후에 자주 구속되고 처벌되었다.

## 미국
미국 대통령은 합중국에 대한 범죄에 관하여, 탄핵의 경우를 제외하고, 형의 집행유예 및 사면을 명할 수 있는 권한을 가진다(미국 헌법 제1조 제1절 제1항). 미국 대통령의 사면권은 절대적이므로 연방의회가 대통령 사면권에 제한을 두는 법안을 제정하는 것은 위헌이다. 따라서, 헌법에 "사면"이란 단어 하나로, 불기소 범죄에 대한 특별사면인 놀리 프로시콰이가 인정된다.
미국 대통령은 취임 이전의 범죄행위나 재임기간 중의 범죄행위에 대해 스스로를 셀프 사면을 할 수 있다는 것이 대부분의 중론이다. 여기서 사면이란 역시 놀리 프로시콰이, 불기소 특별사면을 말한다. 하지만 셀프 사면을 단행할 경우 국민과 의회로부터 엄청난 비판과 외면을 받아 사실상 '식물 대통령'이 될 수도 있을 것이다.

### 셀프사면
미국 대통령이 법적으로 스스로를 사면할 수 있는지는 분명하지 않다. 미국 연방 헌법에 그에 관한 명확한 법 규정이 없는데다, 전례도 없기 때문이고 헌법 학자들마다 의견이 분분하기 때문이다. 따라서 미국 대통령이 스스로를 법적 사면 할 수 있는 지에 대한 법률의 해석의 권한은 연방 대법원의 몫이다. 실제로 2020년 10월 27일 트럼프 대통령에 의해 임명된 보수 성향 에이미 코니 배럿 연방 대법관 역시 청문회에서 대통령의 셀프 사면이 가능한지에 대해선 명확히 답하지 않았다. "제가 아는 한 (대통령의 셀프 사면권은) 소송으로 제기된 바 없습니다. 대통령의 사면권이 가진 권한의 범위는 법적 판단을 해야 하는 문제입니다."라고 말했다. 워터게이트 스캔들 당시 하원 법제사법위원회 소속이었던 엘리자베스 홀츠먼 전 민주당 의원은 WP 기고문에서 대통령이 스스로를 사면하는 것은 헌법 전체를 뒤흔드는 일이 될 것이라고 지적했다. "대통령의 셀프 사면 권한은 사법체계의 근간을 심각하게 뒤흔들 것이다. 대통령이 스스로를 사면할 수 있다면, 엄청난 잘못을 저지르고 범죄 행위를 해도 처벌 받지 않게 될 것이다. (...) 그렇게 되면 헌법 입안자들이 생각했던 대통령직의 한계, 어떤 대통령도 법 위에 있을 수 없다는 믿음에 완전히 어긋나는 일이 될 것이다."
2018년 6월, 트럼프 대통령은 트위터에 "나는 나 자신도 사면할 수 있는 절대적 권한을 갖고 있다"고 발언해 논란을 빚었다. 당시 대통령의 ‘셀프 사면’이 가능한 지를 놓고 학자들 사이에 논란이 벌어졌는데 전례도 없고, 앞서 말한 것처럼 헌법에도 정확한 조항이 없기 때문이다. 이처럼 미국에서는 대통령 사면권의 폭이 넓어서 대통령 자신까지 사면할 수 있는 지에 대한 의견은 법률 학자들 사이에서도 서로 엇갈리고 있다.
리처드 프리머스 미시간 대학교 법학 교수는 "역대 대통령 가운데 누구도 (셀프 사면을) 시도한 적이 없어 사법부의 판단은 없었다"면서도 "절대다수 헌법학자들은 셀프 사면이 법의 지배라는 미국의 기본적 가치에 대한 근본적 모욕이기 때문에 안 된다는 입장"이라고 정치 전문 매체 폴리티코에 밝혔다. 누구도 자신의 사건에서 재판관이 될 수 없다의 법언에 저촉되는, 근본적 문제에 부딪힐 수밖에 없기 때문이다.
리처드 닉슨 전 대통령이 1974년 워터게이트 사건으로 물러났을 때 법무부 법률고문실은 “아무도 자신의 사건을 판결할 수 없다는 근본 원칙이 있다”고 말하면서 대통령의 셀프 사면은 불가능하다는 의견을 냈었다.[출처: 중앙일보] 트럼프 ‘셀프 사면’도 방법 있다···몰래 사면·선제 사면도 되는 美 그러나, 1974년 미 법무부는 리처드 닉슨 대통령이 본인 자신을 사면할 수는 없지만 일시 사임 후 부통령의 사면을 받은 뒤 권력을 되찾는 방안은 위헌이 아니라고 판단했다.
1974년 미국 법무부의 부통령이 사면을 할 수 있다는 것은, 누구도 자신의 사건에서 재판관이 될 수 없다는 법언이 주요한 이유인데, 그런 식으로 법률을 해석한다면, 대통령이 사면권을 법무장관에게 전권위임하고, 법무장관이 대통령을 사면하고서 전권위임된 사면권을 반납하는 것은, 셀프사면이 아니라고 볼 여지가 생긴다. 부통령에게 사면권을 넘기고 다시 사면권을 받아오는 구조는 매한가지기 때문이다.
누구도 자신의 사건에서 재판관이 될 수 없다는 법언의 문제점은, 국가원수가 다른 모든 사람은 사면할 수 있는데, 정작 자기 자신은 사면할 수 없다는, 역차별의 문제가 생긴다. 다른 모든 사람을 사면할 수 있다는 의미는, 당연히 셀프사면도 가능하다고 보는게 맞으며, 다만, 누구도 자신의 사건에서 재판관이 될 수 없다면, 독립적 판결권을 가진 다른 사람이 판단을 하면 될 것이다. 그러나, 굳이 정치적 비난을 받을 셀프사면을 하겠다고 결단을 내렸다면, 아무리 독립적 판결권을 가진 다른 사람이 판단을 하더라도, 요식행위지, 충성파가 아닌 자에게 그런 판결권을 위임해 줄 지는, 의문이다.
이런 셀프사면은, 한국에서는 문제되지 않는데, 한국은 형사처벌이 확정되지도 않은, 미래의 사건에 대한 특별사면은, 셀프사면이든 아니든 일체 불가능하다. 미국은 미래에 대한 특별사면이 가능하다. 그래서, 국가원수가 모든 국민들에 대한 미래에 대한 특별사면이 가능한데, 정작 자신의 미래에 대한 특별사면은 과연 불가능한가? 이 문제가 제기되는 것이다.

### 사례
- 워터게이트 사건으로 미국 공화당 닉슨 대통령은 미국 하원 사법위원회에서 탄핵안이 가결된 지 4일 뒤인 1974년 8월 9일, 대통령직을 자진 사퇴하였다. 부통령으로 대통령직을 승계한 포드가 한 달 만에 닉슨의 혐의를 특별사면했다. 미국 사법제도는 우리와 달리 형이 확정되기 전이라도 사면할 수 있다. 여기서 특별사면이란 놀리 프로시콰이를 말한다.[5]
- 2001년 1월 20일 빌 클린턴 대통령이 8년의 임기를 마쳤다. 임기 종료일 직전에 176명을 사면했는데, 탈세 사기 등 50여개 죄목으로 기소된 뒤 1983년 스위스로 도망간 금융재벌 마크 리치도 포함되었다. 불기소 특별사면인 놀리 프로시콰이를 했다. 퇴임 직후, 빌 클린턴이 마크 리치의 전 부인 데니스로부터 거액의 정치자금을 받고 '대가성 사면'을 해준 의혹을 미국 하원이 국정조사했다.[6]
- 2001년 1월 20일 미국 민주당 빌 클린턴 대통령이 퇴임하고, 미국 공화당 조지 W. 부시 대통령이 취임했다. 부시 대통령은 빌 클린턴의 르윈스키 스캔들에 대한 수사를 하지 않았다. 명확하게 놀리 프로시콰이가 발급되었다는 보도는 없었지만, 그 이후로도 영구적으로 수사나 기소는 중단되었다.
- 2011년 오사마 빈 라덴의 살해혐의로 뉴욕 맨하탄 연방법원에 기소된 사건에 대해, 미국 법무부는 놀리 프로시콰이를 발급했다.
- 2016년 11월 22일, 도널드 트럼프 대통령 당선인은 선거운동 때는 힐러리 클린턴의 이메일 게이트에 대한 FBI의 재수사를 강력하게 주장했었지만,[7] 국가가 크게 분열되기 때문에, 힐러리 클린턴에 대한 수사는 없을 것이라고 말했다. 즉, 놀리 프로시콰이를 행사하겠다는 뜻이다.

## 러시아
2020년 11월 6일, 영국 매체 더 선은 블라디미르 푸틴(68) 러시아 대통령이 파킨슨병을 앓고 있으며, 건강 우려로 인해 내년 초 사임할 계획이라고 보도했다. 최근 러시아 의회에선 푸틴이 사임할 경우 그를 종신 상원의원으로 추대하는 법안이 푸틴 자신에 의해 제출됐다. 이 법안은 푸틴이 사망할 때까지 법적 기소를 면하는 것을 주요 내용으로 하는 것으로 알려졌다. 러시아 정부는 건강하다면서 가짜뉴스라고 반박했다.
러시아 의회에서, 현직 대통령에 대한 기소를 퇴임 후 사망시까지 보장하는 법률안이 제출되었다는 것은, 러시아 법률가들은 셀프사면이 입법 형식으로 처리되면, 가능하다고 보는 것으로 추정된다.

## 같이 보기
- 영국의 대권행위
- 대권
- 은사권
- 사면권